# Girondo (Buenos Aires)
Girondo es un pequeño paraje rural del partido de Pehuajó, Provincia de Buenos Aires, Argentina.

## Ubicación
Se ubica al sur-sureste de la ciudad de Pehuajó, distante 35 km, a través de la Ruta Nacional 226. 

## Población
En 1960, según datos del censo realizado ese año, la cantidad de habitantes alcanzaba la cifra de 497.
Durante los censos nacionales del INDEC de 2001 y 2010 fue considerada como población rural dispersa.

## Historia
La localidad se crea a partir de la llegada del ferrocarril (Compañía General de Ferrocarriles en la Provincia de Buenos Aires) en 1911. El cierre del ramal en 1961 a causa del Plan Larkin provocó un éxodo de sus habitantes hacia ciudades más grandes.
Funciona en ella una institución educativa: la Escuela Primaria N° 31 "Josefa Uriburu de Girondo”.